# گولیتسینو
شهر گولیتسینو (به روسی: Голицыно) در کشور روسیه و در اوبلاست مسکو واقع شده‌است.